# Hemimycena mauretanica
Hemimycena mauretanica es una especie de hongo basidiomiceto de la familia Mycenaceae, del orden  Agaricales.

## Sinónimos
- Delicatula mauretanica (Kühner & Romagn. 1953)
- Helotium mauretanicum (Redhead 1982)
- Hemimycena mauretanica var. mauretanica (Singer 1943)
- Marasmiellus mauretanicus (Singer 1951)
- Mycena mauretanica (Kühner 1938)
- Mycena mauretanica var. stenospora (Kühner 1972)
- Omphalia cuspidata var. stenospora (J.E. Lange 1930)
- Omphalia mauretanica (Maire 1928)